# Famille de Kermel
La famille de Kermel est une famille subsistante de la noblesse française d'ancienne extraction, originaire de Bretagne. Anoblie par François II de Bretagne, sur preuves de 1461, elle est inscrite à l'ANF depuis 1966.

## Histoire
Elle est originaire de Kermel, en Pleubian, dans le département actuel des Côtes-d'Armor. 
La famille de Kermel est recensée au XVIIe siècle en  la paroisse de Pommerit-Jaudy, dans l'ancien département des Côtes-du-Nord, relevant de l'évêché de Tréguier. Elle est titulaire de la seigneurie de Kermezen, où est édifié le manoir de Kermezen vers 1624.
Louis de Kermel, chevalier, seigneur de Kermezen, est maintenu noble en Bretagne le 27 juin 1669 . Son petit-fils, Olivier Jean Marie de Kermel (1716-1792), seigneur de Kermezen, est page de la Grande Écurie du roi Louis XV en 1734 . 
Olivier François Marie de Kermel (1760-1837), seigneur de Kermezen, fils du précédent, est à son tour page de la Grande Écurie du roi Louis XVI en 1776. Il termine sa carrière comme chef d'escadron de cavalerie à l'École militaire de La Flèche. Il est chevalier de Saint-Louis. 
Joseph Marc Marie de Kermel (1799-1888), châtelain de Kermezen, est officier dans l'armée du Premier Empire en Espagne. Il est chevalier de la Légion d'honneur et de Charles III d'Espagne .
Au XXIe siècle, Michel de Kermel et son épouse, Marie-Madeleine de Quatrebarbes, sont toujours châtelains de Kermezen, après quatre siècles de possession familiale.

## Personnalités
- Thérèse de Kermel (1874-1955), championne de tennis.
- Éric de Kermel (1963), écrivain français.
- Tanguy de Kermel (1966), réalisateur.

## Armes & devise
La famille de Kermel porte : « De gueules à la fasce d'argent, accompagné de deux léopards d'or, un en chef et un en pointe ».
Sa devise est : « Audacibus audax ».

## Alliances
Familles : d'Adhémar de Cransac, de Botloy, de Cathelineau, Cavelier de Cuverville, de Césolles, Chéreil de La Rivière, du Cheyron du Pavillon, Cillart de La Villeneuve, de Coëtevenoy, de Coëtrieux, Cosseron de Villenoisy, d'Espagnet, de Gasté, de Gouvello, Gouyon de Vaurouault, d'Isoard de Chénerilles, Jarrit de Lisle, de Kerderien, de Keresperz, de Kergadaran, de Kerguien, de Kerouartz, de La Nouë, de Lanloup, Le Bel de Penguilly, de Legge, de Maistre (1972), de Méric de Bellefon, Mérot du Barré, du Parc, du Parc-Locmaria, de Penmarc'h, de  Pompery, Pinon de Quincy, de Pouldouran, de Poulpiquet de Brescanvel, de Prudhomme de La Boussinière, de Quatrebarbes, de Quemper de Lanascol, Rolland de Rengervé, de Rosmar, de Rumain, de Silguy, Tillette de Mautort, du Tertre, de Trévoux, de Trogoff, de Trolong, Pelée de Saint Maurice,. 